# 巴克斯諾特 (阿拉巴馬州)
巴克斯諾特（英語：Bucksnort）是一個位於美國阿拉巴馬州馬歇爾縣的非建制地區。該地的面積和人口皆未知。

## 地理
巴克斯諾特的座標為34°30′11″N 86°18′14″W / 34.50306°N 86.30389°W，而該地的平均海拔高度為344米（即1129英尺）。